# Stefan Bajcetic
Stefan Bajčetić Maquieira  (tiếng Serbia: Стефан Бајчетић, đã Latinh hoá: Stefan Bajčetić; sinh ngày 22 tháng 10 năm 2004) là một cầu thủ bóng đá chuyên nghiệp người Tây Ban Nha, hiện đang chơi ở vị trí tiền vệ phòng ngự hoặc trung vệ cho câu lạc bộ Red Bull Salzburg tại Giải bóng đá vô địch quốc gia Áo theo dạng cho mượn từ câu lạc bộ Liverpool.

## Sự nghiệp quốc tế
Bajčetić có đủ điều kiện để đại diện cho Tây Ban Nha và Serbia ở cấp độ quốc tế. Năm 2021, anh được huấn luyện viên Pablo Amo triệu tập vào đội U18 Tây Ban Nha tham dự giải đấu Lafarge Foot Avenir, và đã ra sân trong tất cả 3 trận đấu khi Tây Ban Nha vô địch giải đấu. Thời gian của anh ấy với đội trẻ đã bị gián đoạn bởi chấn thương vào năm 2023, trong bối cảnh anh sắp được triệu tập vào đội U21 và có tin đồn rằng anh cũng sẽ được triệu tập vào đội tuyển quốc gia.
Bajčetić đã có trận ra mắt đội U21 Tây Ban Nha vào ngày 8 tháng 9 năm 2023, khi vào sân thay người trong chiến thắng 6-0 trước Malta.

## Thống kê sự nghiệp
Tính đến trận đấu diễn ra ngày 11 tháng 3 năm 2023
| Câu lạc bộ     | Mùa giải       | Giải đấu       | Giải đấu      | Giải đấu  | Cúp FA        | Cúp FA    | EFL Cup       | EFL Cup   | Châu Âu       | Châu Âu   | Khác          | Khác      | Tổng cộng     | Tổng cộng |
| Câu lạc bộ     | Mùa giải       | Phân hạng      | Số lần ra sân | Bàn thắng | Số lần ra sân | Bàn thắng | Số lần ra sân | Bàn thắng | Số lần ra sân | Bàn thắng | Số lần ra sân | Bàn thắng | Số lần ra sân | Bàn thắng |
| -------------- | -------------- | -------------- | ------------- | --------- | ------------- | --------- | ------------- | --------- | ------------- | --------- | ------------- | --------- | ------------- | --------- |
| Liverpool U21  | 2021–22        | —              | —             | —         | —             | —         | —             | —         | —             | —         | 1             | 0         | 1             | 0         |
| Liverpool U21  | 2022–23        | —              | —             | —         | —             | —         | —             | —         | —             | —         | 2             | 0         | 2             | 0         |
| Liverpool U21  | Tổng           | Tổng           | —             | —         | —             | —         | —             | —         | —             | —         | 3             | 0         | 3             | 0         |
| Liverpool      | 2022–23        | Premier League | 11            | 1         | 2             | 0         | 2             | 0         | 4             | 0         | 0             | 0         | 19            | 1         |
| Tổng sự nghiệp | Tổng sự nghiệp | Tổng sự nghiệp | 11            | 1         | 2             | 0         | 2             | 0         | 4             | 0         | 3             | 0         | 22            | 1         |

1. 1 2  (Những) lần xuất hiện ở EFL Trophy
2. ↑  Ra sân ở UEFA Champions League